# Humanistisch vormingsonderwijs
Humanistisch Vormingsonderwijs (HVO) is een levensbeschouwelijk vak, gestoeld op humanistische waarden, dat op ongeveer een derde van de openbare basisscholen in Nederland binnen schooltijd als keuzevak op verzoek van ouders wordt aangeboden. Het gaat meestal om drie kwartier per week per groep, in een enkel geval één tot twee lesuren per week. Op een groot aantal scholen wordt HVO alleen in groep 7 en 8 gegeven, op enkele scholen vanaf groep 3 tot en met 8.  
Op middelbare scholen kan HVO worden aangeboden in de vorm van het vak Levensbeschouwing of Levensbeschouwelijke vorming. 
Het vak HVO heeft identiteitsontwikkeling van leerlingen tot doel. Ethiek, zingeving en levenskunst spelen hierbij een belangrijke rol. 

## Het humanistisch perspectief
HVO is een levensbeschouwelijk vak, waarbij uitgegaan wordt van het humanisme. Het humanistisch perspectief is open en kosmopolitisch van karakter. Het menselijk vermogen om het eigen leven vorm te geven en zelf keuzes te maken staat centraal. Men is hiervoor niet afhankelijk van een hogere macht. 

### Levenskunst
Binnen het humanisme wordt veel waarde gehecht aan de verantwoordelijkheid die ieder mens heeft om haar eigen mogelijkheden ten volste te ontplooien, als individu, als lid van de samenleving en als bewoner van de aarde. Het vrije individu bepaalt wie zij wil zijn en hoe zij dat kan bereiken. Dat is een continu proces en het duurt een leven lang. Maar dit vormgeven gebeurt altijd in een context: een samenleving waarin ook anderen leven. Voor jezelf zorgen betekent ook voor anderen zorgen. Dit proces van vormgeving van het eigen leven wordt levenskunst genoemd. 

### Eigenheid
Een belangrijk aspect van het humanistisch mensbeeld is dat het ieder mens als principieel gelijkwaardig beschouwt. Alle mensen zijn verschillend maar hebben dezelfde universele menselijkheid en waardigheid. Individuen zijn niet ondergeschikt aan een groep of een instantie, zoals een kerk of ideologie. Elk mens neemt een andere positie in de maatschappij in en heeft eigen talenten. Het is belangrijk dat mensen zo veel mogelijk de kans krijgen om hun eigen capaciteiten en talenten te ontwikkelen. 

### Dialoog
Het gezond verstand speelt een belangrijke rol binnen het humanisme. Dit betekent kritisch, reflectief en bewust nadenken over wat je doet. Vanuit humanistisch perspectief zijn mensen bereid om hun vermogens te gebruiken en zich bij hun handelen af te stemmen op deze kritische gedachten en goed te kijken naar wat de omgeving van hen vraagt. De dialoog is hierbij een onmisbaar instrument. 

## Het vak HVO
In het HVO worden jonge mensen begeleid bij het ontwikkelen van bovenstaande vaardigheden: het eigen leven vormgeven, goed samenleven, talenten ontdekken en kritische reflectie. Tijdens de HVO les leren jonge mensen op een kritische en creatieve manier omgaan met vragen over normen, waarden en levensbeschouwing. In de HVO-les onderzoeken leerlingen gezamenlijk hun ervaringen en ideeën en leren ze keuzes te maken en te verantwoorden. Ze worden aangemoedigd te communiceren over wat ze denken, voelen, willen en doen. Hierdoor kan iedere leerling ervaren en ontdekken wat waardevol is aan het bestaan.

### Dilemma’s
Het herkennen en bespreken van kleine of grote dilemma’s is een belangrijk aandachtspunt bij HVO-lessen. Het onderzoeken van morele vraagstukken stelt kinderen in de gelegenheid om hun eigen waarden en normen te ontwikkelen. Een voorbeeld van een moreel dilemma waarmee leerlingen te maken kunnen krijgen is het volgende:
“De pen van de meester is gestolen. Jij hebt gezien dat je beste vriend dat heeft gedaan. De meester vraagt aan de klas of iemand er iets van weet. Wat doe je, klik je of lieg je tegen de meester?”

### Thema’s
Er worden verschillende thema’s behandeld in de HVO les om met leerlingen te onderzoeken wat zij belangrijk vinden, zoals: 
- Vriendschap
- Erbij horen
- Verliefd zijn
- Seksualiteit
- Arm en rijk
- Familie
- Mensenrechten

## Opleiding
De opleiding om HVO-docent te worden wordt verzorgd door HVO Primair